# 不可能的顏色
不可能的顏色是被一些科学研究者宣称的在普通情況下無法看見的顏色，這些顏色是由成對的互補色組成，而這些互補色會相互抵消，使得人眼在一般情況下看不見它們。比如黃的藍色、藍的黃色、紅的綠色、綠的紅色。然而對於多數的色盲患者，很容易找到所謂的紅的綠色、綠的紅色。